# Âmes et Rythmes
Pour plus de détails, voir Fiche technique et Distribution.
Âmes et Rythmes est un film marocain réalisé par Abdelaziz Ramdani, sorti en 1962.

## Fiche technique
- Titre : Âmes et Rythmes
- Réalisation : Abdelaziz Ramdani
- Scénario : Abdelaziz Ramdani
- Photographie : René Verzier
- Société de production : Centre cinématographique marocain
- Pays :  Maroc
- Genre : Documentaire
- Dates de sortie : 
  -  France : 1962 (Festival de Cannes)

## Distinctions
Le film a été présenté en sélection officielle en compétition au Festival de Cannes 1962.